# トリセスカリン
トリセスカリン(Trisescaline)または3,4,5-トリエトキシフェネチルアミン(3,4,5-triethoxyphenethylamine)は、幻覚剤の1つで、メスカリンのアナログである。アレクサンダー・シュルギンが初めて合成し、著者PiHKALの中で、最小服用量と持続時間は未知とした。トリセスカリンは、全く効果を持たない。薬理学的特性、代謝、毒性については、ほとんどデータがない。